# Psephenus falli
Psephenus falli là một loài bọ cánh cứng trong họ Psephenidae. Loài này được Casey miêu tả khoa học đầu tiên năm 1893.